# 拉梅什·钱德尔 (外交官)
拉梅什·钱德尔（英語：Ramesh Chander，1950年12月8日—），印度外交官，曾任印度駐白俄羅斯大使、印度駐愛丁堡總領事等職務。

## 經歷
1950年12月8日，拉梅什·钱德尔生於旁遮普邦賈朗達爾。畢業於旁遮普大學政治學專業。
1980至1981年，任印度駐華大使館隨員。1981年至1982年，任印度外交部禮賓官。1982年至1985年，任印度駐也門大使館隨員。1986年至1989年，任印度駐康提印度助理高級專員公署二等秘書。1989年至1991年，任印度外交部東歐司副處長。1991年至1994年，任印度駐瑞典大使館一等秘書。1994年至1997年，任駐烏干達印度高級專員公署一等秘書和代理高級專員。1997年至2000年，任印度外交部中亞司副司長。2000年至2003年，任印度駐日本大使館參贊。2004年至2007年，任印度駐捷克大使館參贊和公使。2007年至2009年2月，任印度駐愛丁堡總領事。
2009年1月9日，被任命爲下一任印度駐白俄羅斯大使。2月，出任駐白俄羅斯大使。2010年12月，以駐白俄羅斯大使身份退休。

## 個人生活
會說英語、印地語和烏爾都語。已婚，育有三子。